# 欧拉数 (物理学)
欧拉数簡稱Eu，是流體力學的無因次量，表示局部压強损失和單位體積動能之間的比例，常用來描述一流場損失的特性，一個理想的無滯性流其欧拉数為0。魯阿克數（Ruark Number）是欧拉数的倒數，簡稱Ru。
欧拉数的定義如下
{\displaystyle \mathrm {Eu} ={\frac {\Delta p}{\rho V^{2}}}}
表示
- {\displaystyle \rho }為流體的密度。
- {\displaystyle \Delta p}為压強差。
- {\displaystyle V}為流體的特徵速度。